# Данилко Леонід Антонович
Леонід Антонович Данилко (нар. 12 грудня 1955, смт Носівка) — український архітектор. Заслужений архітектор України (2004).

## Життєпис
Випускник Носівської середньої школи № 1.
Закінчив Київський інженерно-будівельний інститут (1980).
Працював у 1980–1987 роках в інституті «Гіпроцивільпромбуд» (Київ), у 1987–1993 роках — у НДІ автоматизованих систем у будівництві (Київ).
У 1993–1996 роках — головний архітектор проєктів у Науково-проєктному архітектурному бюро «Ліцензіарх» (Київ), а від 1999 року — головний архітектор проектів у ЗАТ «Планета-буд» (Київ).
Серед реалізованих проєктів:
- реконструкція з добудовою залізничної станції Могилів-Подільський на вул. Вокзальній, 11 (Вінницька область; 2002);
- реконструкція з розширенням будівлі школи в с. Ємчиха (нині — Миронівська міська громада, Обухівського району, Київська області; 2002);
- вокзал на залізничній станції Новгород-Сіверський (Чернігівська область; 2003; диплом 2-го ступеня конкурсу на кращі будинки та споруди України від Державного комітету України з будівництва та архітектури);
- готель «Слов'янський» на вул. Монастирській, 2 у м. Новгород-Сіверський (2004; диплом конкурсу на кращі будинки та споруди України від Державного комітету України з будівництва та архітектури);
- реконструкція вокзального комплексу залізничної станції Вінниця (2005).

## Відзнаки
- Заслужений архітектор України[1].